# Heinrich Denzinger
Heinrich Joseph Dominicus Denzinger (Liège, 1819. október 10. – Würzburg, 1883. június 19.) német katolikus teológus, dogmatikus és dogmatörténész, egyházmegyés pap, Würzburg egyetemén a dogmatika és a dogmatörténet tanára. Szerteágazó dogmatikai, teológiatörténeti, hitvédelmi munkássága a katolikus tübingeni iskola, és a római iskola hatása alatt fordult a történeti és pozitív módszer felé, amelynek szellemében elsősorban a dogmafejlődés és a dogmatikai hagyomány történetisége foglalkoztatta.

## Élete
1819. október 10-én született Liège városában, ahol apja professzor volt az egyetemen.
Két testvére ismert: August, aki a római jog professzora Würzburgban és Franz-Jozef (1821-1894), aki építész volt és 1869-től 1879-ig részt vett a frankfurti katedrális helyreállításában és bővítésében.
Szüleivel 1831-ben költöztek Würtzburgba, a család eredeti lakhelyére. Denzinger itt járt gimnáziumba, majd egyetemre, ahol filozófiából doktorált. 1838-ban belépett a würzburgi papi szemináriumba, 1841-ben pedig a római Német Kollégiumban tanult. 1844-ben pappá szentelték, a következő évben pedig teológiai diplomát szerzett. Hazatérése után Haßfurt am Main-ban segédlelkész, 1848-tól pedig a dogmatika rendkívüli professzora lett Würzburgban a teológián. 1854-től rendes tanár. 1866-ban kinevezték a Kelet-rítusok Bizottság (Propaganda for Eastern rites) konzulensének. Würzburgban feladatait 1883. június 19-én bekövetkezett haláláig ellátta.

## Fő műve és munkássága
A würzburgi egyetemen, ahol professzori meghívásának éveit töltötte korának teológiai racionalizmusával szemben az igazi teológia helyreállításának eszméje vezette. Az 1854-ben először nyilvánosságra hozott „Enchiridion symbolorum et definitionum quae de rebus fidei et morum a conciliis oecumenicis et summis pontificibus emanaverunt” című dolgozata ezt a szándékot tükrözi. Ez az élete végéig több alkalommal kiadott és kiegészített kézikönyv lett a katolikus dogmatika "hivatalos" antológiája, amely máig is alapvető forrása és hivatkozási alapja minden hittani munkának, egyházi megnyilatkozásnak.
Bevezetésében Denzinger így ír: „A sok baj között, amelyek a katolikus oktatási intézmények helyzetét kedvezőtlenül befolyásolták, leginkább az okozza a legtöbb kárt a teológiai tanulmányoknak, hogy a hitnek és erkölcsnek ún. pozitív dokumentumait, amelyeket az Egyház tekintélye fémjelez, figyelmen kívül hagyják vagy elhanyagolják, és túlságosan is a saját elméjükben bíznak.”
Az „Enchiridion” (Gyűjtemény) legelső kiadásában Denzinger 100 egyházi dokumentumból válogatott és közölt hitvallásokat, zsinati döntéseket, helyi zsinatok határozatait, pápai tanítás-értelmezéseket és tanító írásokat, időben egészen IX. Piusz hivatalba lépéséig. Dokumentációjával Denzinger az egyházi tanítás jelentősebb állomásait kívánta illusztrálni.
A „Tübinger Theologische Quartalschrift”-ben megjelentetett Denzinger- recenzióban Hitzfelder megjegyzi: „Nem szükséges kiemelni, hogy a jelen gyűjtemény a teljesség igényére nem tart számot; nem tagadhatjuk meg azonban a szerzőtől annak ékes dicséretét, hogy ígéretét, mely szerint az egyházi tanításnak lehetőség szerint teljes körű áttekintését óhajtja adni – különös tekintettel a jelenkor igényeire –, kielégítő módon teljesítette”.
Már a „Denzinger” első kiadása is az időrendet követi, és egy tárgymutatót tartalmaz többek között. A IX. Piusznak ajánlott mű kedvező fogadtatása az első megjelentetést követő 18 hónap leforgása alatt még további két kiadást eredményezett.
A második kiadás tartalma már egyharmadrésszel növekedett az elsőhöz képest. Az 1865-i negyedik kiadás részleteket tartalmaz többek között IX. Piusz „Quanta cura” kezdetű 1864-ben kiadott körleveléből és a „Syllabus”-ból. Az 1874-ben megjelent ötödik kiadás – az utolsó, amelyet Denzinger még személyesen irányított – az I. Vatikáni zsinat anyagából meghatározó fejezeteket idéz, igaz, hogy csak az előszóban.
A „Denzinger” 6., 7., 8. és 9. kiadása (1888–1900) Ignaz Stahl egyetemi magántanár, a würzburgi egyetem tiszteletbeli professzorának gondozásában készül el.
A 10. kiadástól (1908) kezdve Clemens Bannwart SJ lesz a „Denzinger” felelős kiadója, munkatársa pedig Johannes B. Umberg SJ. Bannwart alapos átdolgozásnak veti alá a „Denzinger”-t.
Az 1911-ben, 1913-ban és 1921-ben megjelent 11.–13. kiadásban csak néhány kiegészítés található, mint pl. az antimodernista eskü (Sacrorum antistitum) és a Bibliabizottság közleményei. A 14.-től a 27.-ik kiadásig Johannes B. Umberg SJ lesz a felelős szerkesztő.
Az 1947. évi 26. kiadás függeléke magában foglalja azt a szöveggyűjteményt, amelyet Karl Rahner állított össze, aki a 28. kiadástól (1952) a 31.-ig (1957), mint felelős szerkesztő működött közre. Az 1963. évi 32. kiadással Adolf Schönmetzer SJ egy alaposan átdolgozott „Denzingert” állított össze.
A magyar nyelven is elérhető jelenlegi kiadás Peter Hünermann a Herder kiadóval együtt gondozta kiadásból lett lefordítva. 2014-ben a 44. kiadásnál tartanak, CD melléklettel már megvehető, de magyar online változat már létezik (Lásd: Fila-Jug | Denzinger, a Szentírás után. (wordpress.com)). (Latin, francia és angol online változat elérhető. Magyar verzió elérhető a jelzett címen.)

## Egyéb művei
Rítus Orientalium, Coptorum, Syrorum et Armenorum (2 kötet., Würzburg, 1863-1864), egy hosszú értekezés keleti rítusok, Vier Bücher von der religiösen Erkenntniss (2 kötet., Würzburg, 1856-1857), Über die Aechtheit des bisherigen Textes der Ignatianischen Briefe (Würzburg, 1849), Die spekulative Theologie Günthers (Würzburg, 1853).
Írt néhány rövidebb értekezések, a Philo Judaeus (1840, az első munkája), a szeplőtelen fogantatás (1855), és a "pápai tévedhetetlenség"-ről (1870).
Valamint a haláláig dolgozott a dogmatikus teológia teljes összefoglalásán is.
Általa szerkesztett teológiai művek: Habert, Theologia Graecorum Patrum vindicata circa materiam gratiae (1853); De Rubeis, De peccato originali, (1857); P. Marani, Divinitas D.N. Jesu Christi (1859).

## Magyarul
- Hitvallások és az egyház tanítóhivatalának megnyilatkozásai; sajtó alá rend. Peter Hünermann, Fila Béla, Jug László ford. felhaszn. összeáll. Romhányi Beatrix, Sarbak Gábor, szerk. Burger Ferenc; Örökmécs–Szt. István Társulat, Bátonyterenye–Bp., 2004 (Szent István kézikönyvek)

## Fordítás
- Ez a szócikk részben vagy egészben a Heinrich Denzinger című német Wikipédia-szócikk ezen változatának fordításán alapul.  Az eredeti cikk szerkesztőit annak laptörténete sorolja fel. Ez a jelzés csupán a megfogalmazás eredetét és a szerzői jogokat jelzi, nem szolgál a cikkben szereplő információk forrásmegjelöléseként.
- Ez a szócikk részben vagy egészben a Heinrich Joseph Dominicus Denzinger című angol Wikipédia-szócikk ezen változatának fordításán alapul.  Az eredeti cikk szerkesztőit annak laptörténete sorolja fel. Ez a jelzés csupán a megfogalmazás eredetét és a szerzői jogokat jelzi, nem szolgál a cikkben szereplő információk forrásmegjelöléseként.
- Ez a szócikk részben vagy egészben a Heinrich Joseph Dominicus Denzinger című olasz Wikipédia-szócikk ezen változatának fordításán alapul.  Az eredeti cikk szerkesztőit annak laptörténete sorolja fel. Ez a jelzés csupán a megfogalmazás eredetét és a szerzői jogokat jelzi, nem szolgál a cikkben szereplő információk forrásmegjelöléseként.